# Keckhans von Gemmingen

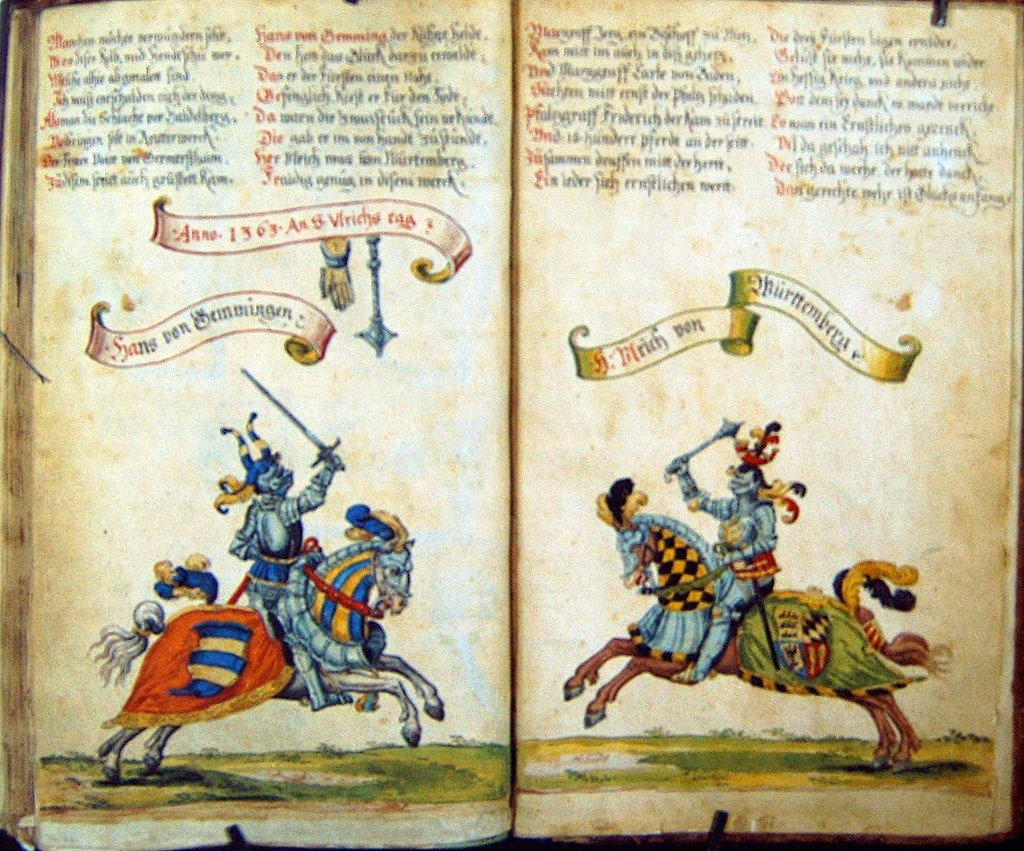
Darstellung des Sieges über Graf Ulrich von Württemberg durch Ritter Hans (den Kecken) von Gemmingen im Gemmingenschen Stamm- u. Turnierbuch, falsch datiert 1363.

Hans der Kecke, auch Keckhans von Gemmingen (* 1431 in Heilbronn; † 28. September 1487 in Germersheim), entstammte dem Geschlecht der Herren von Gemmingen und begründete die Linie Gemmingen-Michelfeld. Er stand in kurpfälzischen Diensten und nahm während der Schlacht bei Seckenheim 1462 den gegnerischen Heerführer Graf Ulrich V. von Württemberg gefangen.

## Leben
Hans der Kecke wurde 1431 als Sohn Eberhards des Tauben († 1479) und der Barbara von Neipperg geboren. Um 1455 vermählte er sich mit Brigida von Neuenstein zu Michelfeld. Aus dieser Ehe gingen 21 Kinder hervor, von denen allerdings sieben noch vor der Taufe verstarben und nur zehn das Erwachsenenalter erreichten. Die Familienchronik weist ihn als brauchbaren Mann und tapferen Ritter aus, was auch sein Beinamen „der Kecke“ ausdrückt, den er als Knappe am Heidelberger Hof bekommen haben soll. 1458 tritt er zunächst als Baumeister von Widdern in Erscheinung, das durch vorangegangene Kriegsereignisse völlig zerstört war. 1460 kaufte er von seinem Schwiegervater, Götz von Neuenstein, ein Sechstel von Michelfeld für 300 Gulden.
Auf Befehl Kurfürst Friedrichs des Siegreichen zog er 1460 mit 1000 Mann vor das Leiningsche Dorf Dörrenbach und zerstörte es. Die von Bergzabern herbeigeeilte Hilfe für das Dorf schlug er und zerstörte auch das Dorf Langenkandel. Im Auftrag des Kurfürsten schickte er dem Herzog Ludwig von Veldenz einen Fehdebrief und eroberte 1460 das halb Leiningen und halb Veldenz gehörige Schloss Minfeld. 1462 wurde er in Billigheim von Ludwig von Veldenz belagert und angegriffen. Er konnte aber den Ort halten und die Angreifer schlagen. Im selben Jahr kaufte er das Schloss Weiler von Simon von Neudeck und Anna von Gertingen.
Nach der für den Kurfürsten siegreichen Schlacht bei Seckenheim 1462, an der er mit fünf und sein Bruder mit drei Pferden teilnahm, lud der Kurfürst Friedrich der Siegreiche die gefangenen Fürsten und Herren und seine tapfersten Ritter zur Mahlzeit ein, so auch Hans von Gemmingen. Hierbei sprach der gegnerische Heerführer, Graf Ulrich V. von Württemberg, voller Lob über die Tapferkeit des Ritters, der ihm im Gefecht so zugesetzt habe, dass er sich ihm gefangen geben musste und fragte, wer er sei. Daraufhin stand ein Ritter auf und erklärte, dass er derselbe sei, worauf sich Hans still entfernte und mit den Handschuhen und dem Streitkolben des Heerführers, die er ihm bei der Gefangennahme abnahm, wiederkehrte. Beschämt soll sich der andere Ritter entfernt haben. In der Folge gelang es einigen von Gemmingen, durch kurpfälzische Protektion hohe Ämter im Reich zu besetzen.
1465 wurde er Amtmann in Germersheim, das zu jener Zeit durch Pfalzgraf Friedrich befestigt wurde. Der Turm in Germersheim von 1468 zeigt das Wappen des Pfalzgrafen und das des Fauths Hans von Gemmingen. Während der Weißenburger Fehde nahm er 1470 auf Befehl des Kurfürsten in einem Handstreich das Schloss in Geispolsheim ein. Durch geschickte Verhandlungen gelang es ihm und Götz von Adelsheim auf dem Reichstag zu Speyer die gegen Kurfürst Friedrich verhängte Reichsacht unwirksam werden zu lassen. Im selben Jahr kaufte er von Wendel von Neuperg und Barbara von Bubenhofen ein weiteres Drittel von Michelfeld für 500 Gulden. 1471 stand Hans der pfälzischen Artillerie vor.
Sein Vater hatte bereits zu Lebzeiten seinen Besitz zwischen Hans und seinem Bruder Eberhard († 1501) aufgeteilt. Für die restlichen Brüder war eine geistliche Laufbahn vorgesehen. Da der Bruder Reinhard († 1483), der 1452 Kanonikus in Mainz war, wieder aus dem geistlichen Stand austrat, begannen um 1470 langwierige Streitigkeiten um das Erbe, die sich noch über den Tod des Vaters 1479 hinaus fortsetzten.
1473 erhielt er als Burglehne von Lauterburg vom Speyrer Bischof Matthias von Rammung 20 Malter Korn und 1 Fuder Wein. Abt Johann von Seltz gab ihm die Pastorei Dörrenbach zu Lehen. 1477 erhielt er von Abt Heinrich von Weißenburg sein Marschalltum und dessen Zugehör zum Lehen. 1481 verpachtete er den Freihof in Michelfeld an Peter Jäger. 1486 erwarb er die Kelter des Abts Christoph von Odenheim und 1487 den „pfälzischen dritten Theil an Michelfeld mit Vogteien, Rechten, Gülten, Leuten, sammt 30 Gulden jährliche Gült zu Billigheim“ für 1200 Gulden.
Am 28. September 1487 verstarb er in Germersheim und wurde in der dortigen Klosterkirche beigesetzt, wo 1479 auch bereits seine Frau bestattet worden war.

## Nachkommen

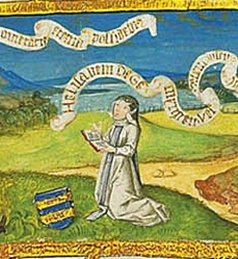
Els von Gemmingen mit Familienwappen (Vergrößerung aus ihrem Antiphonale)

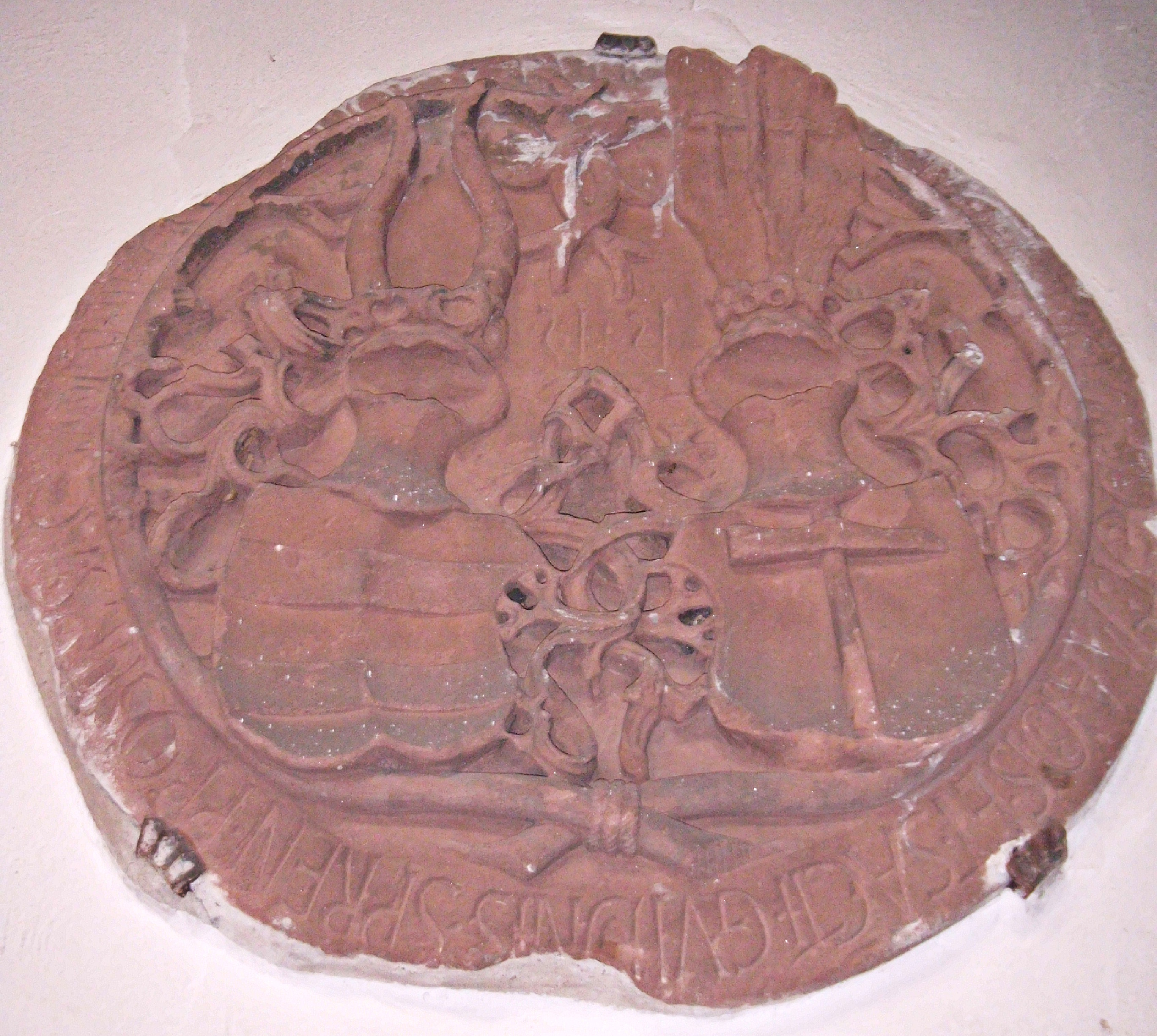
Schlussstein aus dem abgetragenen Kreuzgang des Wormser Domes (heute im Stadtmuseum Worms), gestiftet von Erpho von Gemmingen, 1515. Er trägt außer der Widmungsinschrift das Allianzwappen der Eltern Hans von Gemmingen und Brigitta von Neuenstein

Hans von Gemmingen heiratete um 1455 Brigitta von Neuenstein. Sie hatten 21 Kinder, von denen nur zehn das Kindesalter überlebten. Bis auf den Sohn Orendel, der dem Vater als Vogt in Germersheim und Grundherr in Michelfeld folgte, war für alle Nachkommen eine geistliche Laufbahn vorgesehen.
Nachkommen:
- Georg (1458–1511), Domherr in Worms und Speyer sowie Generalvikar des Bistums Speyer
- Hans (* 1459), Mönch im Kloster Hördt bei Germersheim
- Ennel (Anna) (1462–nach 1480)
- Orendel (1464–1520), setzte die Linie Gemmingen-Michelfeld fort, war Vogt in Germersheim und ab 1499 kurpfälzischer Kammermeister, später Oberamtmann der Ämter Miltenberg, Tauberbischofsheim, Külsheim, Buchen und Königsheim
- Els (1466–1532), Nonne, ab 1504 bis zum Tode Priorin des Magdalenenklosters Speyer[3]
- Barbel (1467–1511), Nonne in Worms
- Uriel (1468–1514), von 1508 bis 1514 Erzbischof des Erzbistums Mainz
- Erpho (1469–1523), Propst im St.-Guido-Stift in Speyer, ab 1510 Propst im Stift Odenheim und später Dompropst und Archdiakon in Speyer